# L'area di Broca
L'area di Broca è stata una rivista letteraria pubblicata a Firenze e diretta da Mariella Bettarini. Fino al 1992 si chiamava Salvo imprevisti.

## Storia

### La prima fase:Salvo imprevisti
Salvo imprevisti è nata nel 1973, per iniziativa di due scrittrici fiorentine, Mariella Bettarini e Silvia Batisti, le quali nel febbraio di quell'anno hanno dato alle stampe un "numero unico di poesia e altro materiale di lotta", con testi di Ferruccio Brugnaro, Gianni Toti ed altri giovani scrittori e scrittrici. Il fascicolo si apriva con una citazione di Antonio Gramsci («Pessimismo dell'intelligenza, ottimismo della volontà») rimasta presente in tutti i successivi numeri, a evidenziare l'idea di letteratura come impegno civile e responsabilità pedagogica che sarebbe rimasta una costante in tutto l'arco di vita della rivista. Dopo un successivo numero zero (settembre 1973) in attesa di autorizzazione del tribunale, nel 1974 è uscito il primo numero che inaugurava la periodicità quadrimestrale della rivista. La redazione era composta da: Silvia Batisti, Mariella Bettarini (direttore responsabile), Aldo Buti, Rino Capezzuoli, Antonio Frau, Roberto Gagno, Stefano Lanuzza, Attilio Lolini, Giovanni R. Ricci, Luciano Valentini. Nel corso degli anni l'équipe redazionale ha cambiato più volte composizione, in particolare Silvia Batisti ha lasciato il gruppo dopo il n.22/23, mentre a partire dal n.29/30 è entrata in redazione Gabriella Maleti, scrittrice e fotografa, che affiancato Mariella Bettarini nella cura della rivista e delle collane ad essa collegate.

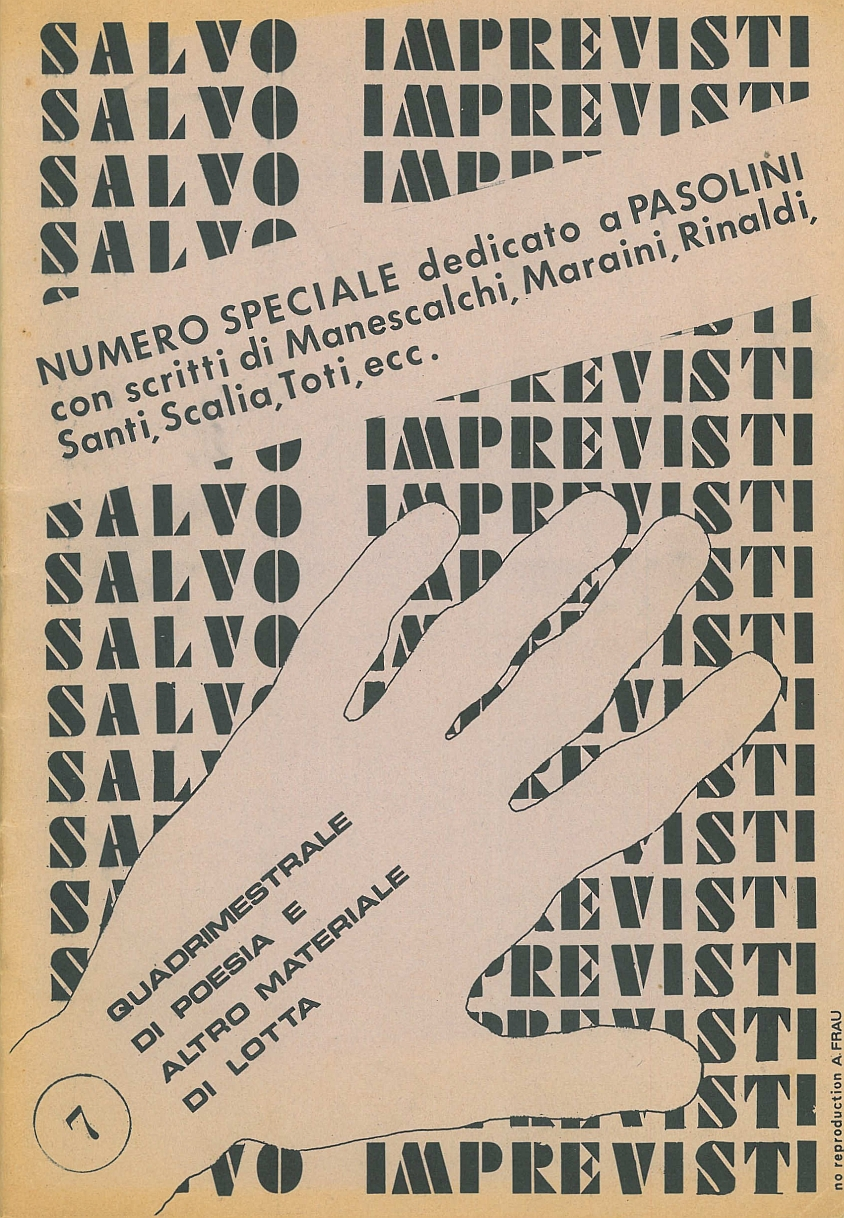
Copertina del fascicolo n.7 dedicato a P.P. Pasolini, 1976.

Dal 1973 al 1992 sono usciti 38 fascicoli monografici. Fino al 1979 la rivista si è presentata come "quadrimestrale di poesia e altro materiale di lotta", privilegiando temi molto orientati verso gli aspetti politici e sociali dell'attività letteraria, con titoli come Donne e cultura, L'immaginazione al potere/Poesia, parte viva della lotta, Cultura e meridione, Cultura e politica, Dopo il sessantotto. A partire dal 1980 Salvo imprevisti è divenuta più semplicemente "quadrimestrale di poesia" e i temi si sono fatti sempre più letterari e meno direttamente impegnati politicamente. Lo testimoniano titoli come: Aspetti del romanzo italiano del Novecento, Poesia e teatro, Dino Campana oggi, Del tradurre, Ancora poesia. Infine, nel 1992 sono usciti gli ultimi due numeri, ormai ridotti ad un pieghevole di otto pagine, ma con una nuova definizione ("semestrale di letteratura e conoscenza") che preannunciava sviluppi futuri. Una parte della redazione, infatti, non volendo interrompere il lavoro e l'impegno culturale della rivista, ha deciso di rifondarla l'anno successivo con il nome di L'area di Broca. Questa nuova iniziativa editoriale ha continuato l'attività di Salvo imprevisti proseguendone la numerazione, con fascicoli monografici a periodicità semestrale.
Parallelamente all'uscita periodica dei fascicoli e con gli stessi obiettivi della rivista (contribuire alla "creazione di una cultura alternativa a quella borghese e alla grande editoria"), la redazione nel 1974 ha inaugurato i "Quaderni di Salvo Imprevisti", una collana di piccoli volumi di poesia che si affiancava ai "Ciclostilati di poesia". Nel 1984, per iniziativa di Mariella Bettarini e Gabriella Maleti, i "Quaderni" sono stati sostituiti dalla collana "Gazebo" che, rendendosi autonoma dalla rivista, ha continuato a pubblicare testi di poesia, prosa e saggi fino al 2023.

### La seconda fase:L'area di Broca
L'area di Broca è nata nel 1993 dalle ceneri di Salvo imprevisti, assumendo un nuovo nome per marcare un mutamento di contenuti e di stile editoriale. Nell'ultimo numero di Salvo imprevisti la direttrice Mariella Bettarini ha annunciato il cambiamento con queste parole:
«… ci diamo appuntamento al giugno '93: una inaspettata sponsorizzazione ci permetterà, infatti, di riprendere – più corposa – la pubblicazione col nuovo titolo "L'area di Broca" (la zona del cervello, posta nel lobo sinistro, adibita alle funzioni del linguaggio). La nuova rivista – monografica, come lo è sempre stata "Salvo imprevisti" – ospiterà, insieme a testi creativi e letterari, scritti di natura più specificamente scientifica, psicanalitica, filosofica, ecc.: in una parola, vastamente teoretica, conoscitiva».

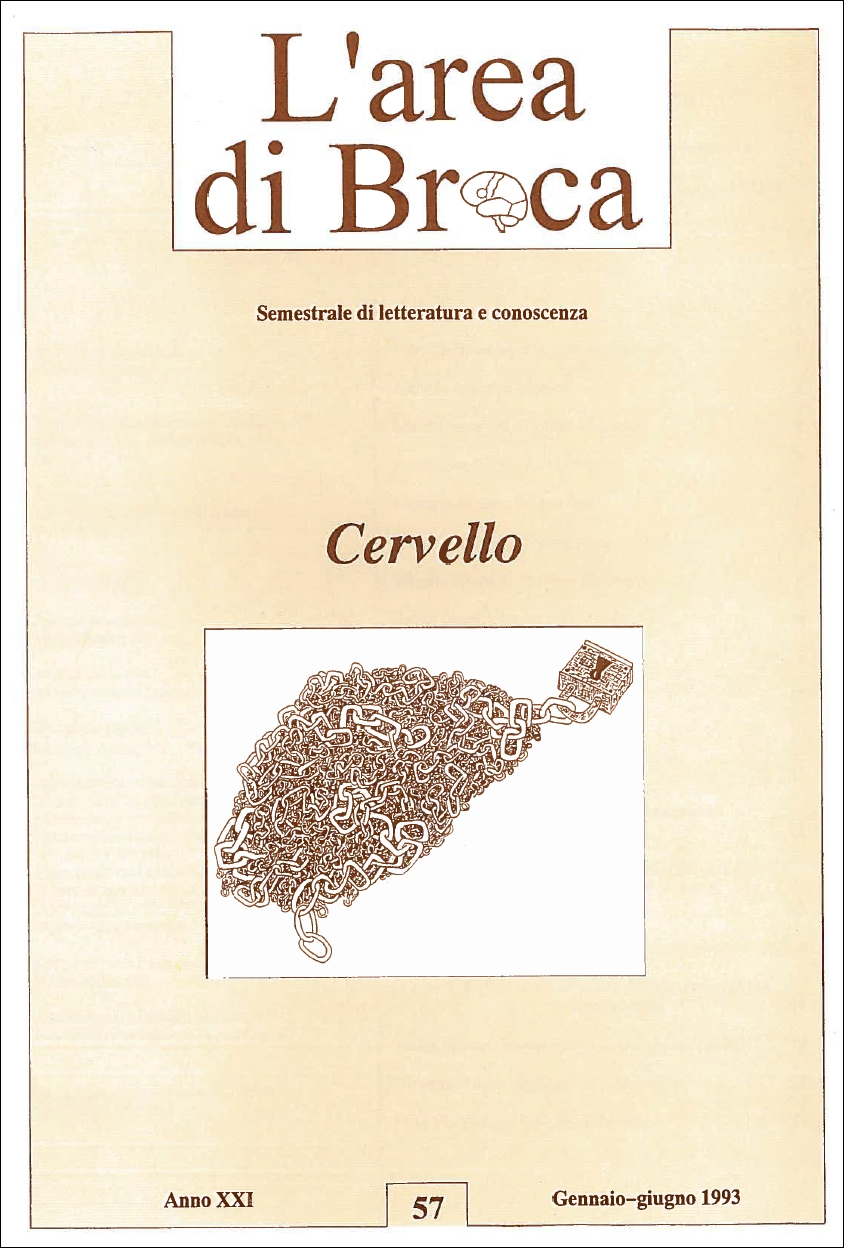
Copertina del n.57, 1993.

La sponsorizzazione citata (da parte della Cassa di Risparmio di Firenze) sarebbe durata soltanto un anno, ma la rivista ha continuato a uscire per i successivi trent'anni, autofinanziandosi con il contributo dei redattori, sempre come "semestrale di letteratura e conoscenza" e sempre sotto la direzione di Mariella Bettarini, anche se con gruppi redazionali che sono cambiati nel corso degli anni. Dal 1993 al 2023 sono usciti 36 fascicoli monografici. Dal 1999 L'area di Broca è disponibile anche in versione digitale. A partire dal 2003 sono usciti soltanto numeri doppi, pertanto è stato pubblicato un solo fascicolo all'anno. Dal 2006 la grafica della rivista è stata curata da Graziano Dei, che dal 2010 ha fornito anche le illustrazioni per le copertine. Nel 2016 è uscito un fascicolo per ricordare l'opera di Gabriella Maleti, morta in quello stesso anno, che con Mariella Bettarini ha coordinato la realizzazione di ogni numero. Nel 2019 il fascicolo Poesia XXI è stato pubblicato anche in volume (Porto Seguro Editore): conteneva un'indagine sulla poesia all'inizio del XXI secolo con interventi di Maria Grazia Calandrone, Maurizio Cucchi, Roberto Deidier, Luigi Fontanella, Elio Pecora, Davide Puccini e altri critici e scrittori. Nel 2023 è stato pubblicato l'indice per autore di tutti i numeri di entrambe le riviste. Infine, nel 2025 è uscito un fascicolo conclusivo con la comunicazione dell'avvenuta chiusura della rivista.
Come in Salvo imprevisti, anche ne L'area di Broca il gruppo redazionale ha cambiato più volte composizione. La redazione del primo numero (57, Cervello) uscito nel 1993 era la seguente: Mariella Bettarini (direttore responsabile), Mirco Ducceschi, Alessandro Franci, Gabriella Maleti, Paolo Pettinari, Giovanni R. Ricci. Negli anni successivi alcuni redattori e redattrici sono usciti, altri si sono uniti. L'ultimo numero uscito nel 2023 (116-117, Digitale) presentava questa redazione: Mariella Bettarini (direttore responsabile), Massimo Acciai Baggiani, Maria Grazia Cabras, Paolo Carnevali, Graziano Dei, Rossella Lisi, Cristina Moschini, Maria Pia Moschini, Roberto Mosi, Donato Nitti, Paolo Pettinari, Antonella Pierangeli, Aldo Roda, Luciano Valentini, Alessandra Vettori.